# Лююс, Виллем
Виллем Лююс (эст. Villem Lüüs; 29 марта 1971, Таллин — 12 ноября 2020, Таллин) — советский и эстонский шашист, шашечный судья, журналист, функционер.
Чемпион Эстонии по международным шашкам в 2000 году. Входил в правление Эстонской федерации шашек.
Мастер ФМЖД; FMJD-Id: 10147.
В 1989 году окончил Таллинскую среднюю школу № 1.
Участник Всемирных интеллектуальных Игр 2008 года (23 место, 25 место в рапиде), чемпионатов Европы 2012 года (44 место), 2014 года (44 место), 2011 (блиц) (17 место), 2014 (блиц) (48 место).
В составе сборной Эстонии — участник командного чемпионата Европы.
Был администратором эстонской Википедии под ником et:Kasutaja:Ahsoous.